# San Pedro de la Paz
San Pedro de la Paz − miasto w Chile w regionie Biobío. Około 80447 mieszkańców (2002).